# Filippo Tesauro
Filippo Tesauro, italijanski slikar, * 1260, † 1320.
Učil se je pri Tommasu di Stefanu.